# Regno indo-parto
Il Regno indo-parto venne fondato nel I secolo da Gondofare, e al suo apogeo si estendeva su un'area che comprendeva varie parti dell'odierno Afghanistan, parte del Pakistan e dell'India nord-occidentale.
Per gran parte della sua storia, la capitale del regno fu Taxila (nell'odierno Pakistan), ma negli ultimi anni della sua esistenza la capitale fu Kabul (nell'odierno Afghanistan).
Gli indo-parti sono noti per la costruzione del monastero buddista Takht-i-Bahi, patrimonio dell'umanitàdell'UNESCO dal 1980.

## Secessione dalla Partia

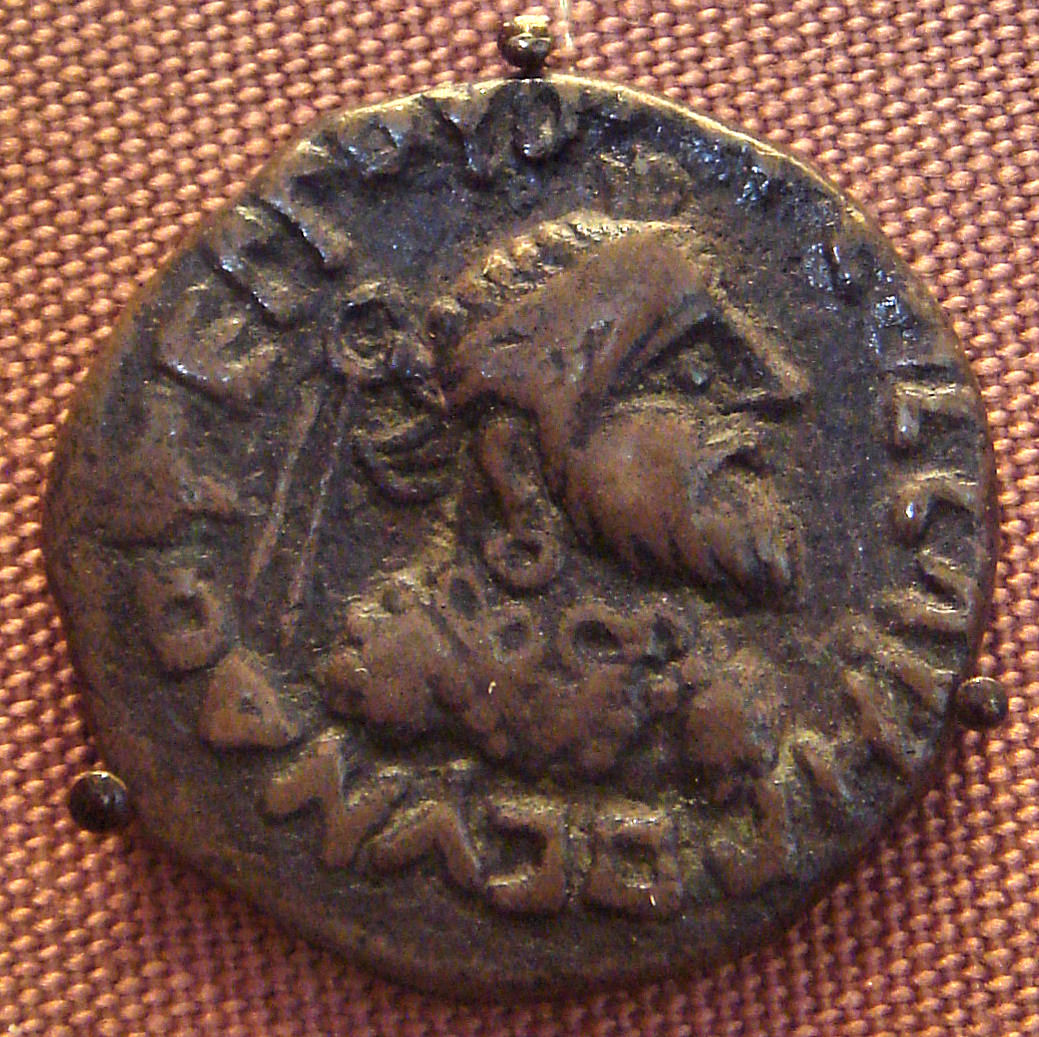
Ritratto di Gondofare, fondatore dell'Impero indo-parto. Indossa una fascia da capelli, orecchini, un collare e una veste aperta con decorazioni a cerchi.

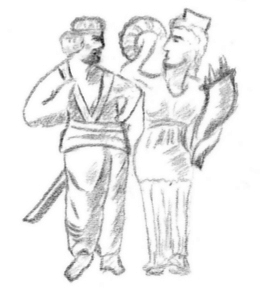
Re Abdagase I incoronato dalla divinità greca Tyche, sul rovescio di alcune sue monete.

Gondofare sembra essere stato originariamente un governatore del Sakastan, nell'odierno Iran orientale, probabilmente un vassallo o un parente degli Arsacidi.
Intorno al 20-10 a.C.,fece conquiste nell'ex regno indo-scita, forse dopo la morte dell'importante sovrano Azes. Gondofare divenne il sovrano di aree che comprendevano l'Aracosia, il Sistan, il Sindh, il Punjab e la valle di Kabul, ma non sembra che possedesse territori al di là del Punjab orientale. Gondofare si autodefiniva "Re dei Re", un titolo partico che nel suo caso riflette correttamente il fatto che l'impero indo-parto era indipendente dal regno partico: un certo numero di dinasti minori mantenne certamente le proprie posizioni durante il periodo indo-partico, probabilmente in cambio del riconoscimento di Gondofare e dei suoi successori.
Dopo la morte di Gondofare, il regno iniziò a frammentarsi. Il nome o titolo di Gondofare fu adattato da Sarpedonte, che divenne Gondofare II e forse era figlio del primo Gondofare. Anche se sosteneva di essere il sovrano principale, il governo di Sarpedonte fu incerto ed emise una moneta frammentata nel Sind, nel Punjab orientale e in Aracosia, nell'Afghanistan meridionale. Il successore più importante fu Abdagase I, nipote di Gondofare, che governò nel Punjab e forse nella patria del Sistan. Dopo un breve regno, a Sarpedonte sembra essere succeduto Orthagnes, che divenne Gondofare III. Nei primi decenni d.C. Orthagnes governò soprattutto in Sistan e in Aracosia, con Abdagase più a est, e gli succedette per breve tempo il figlio Ubouzane. Dopo il 20 d.C., un re di nome Sases prese il controllo dei territori di Abdagase I e divenne Gondofare IV Sases.
Vi erano altri re minori: Sanabares era un effimero usurpatore nel Sistan, che si faceva chiamare Grande Re dei Re, e c'era anche un  altro Abdagase, un sovrano di nome Agata nel Sind, un altro sovrano chiamato Satavastre, e un principe anonimo che sosteneva di essere fratello del re Arsace, in questo caso un membro effettivo della dinastia regnante in Partia.
Ma gli Indo-Parti non riconquistarono mai la posizione di Gondofare, e dalla metà del I secolo d.C. i Kushan sotto Kujula Kadphises iniziarono ad assorbire la parte settentrionale indiana del regno.

## Territori
I Parti finirono col controllare territori molto estesi nell'India Settentrionale, dopo aver combattuto molti re locali come il re dell'Impero kushan Kujula Kadphises, nella regione di Gandhara. Durante il regno di Gondofare il regno indo-parto comprendeva le regioni di Arachosia, Sistan, Sindh, Gandhara, e la valle di Kabul, mentre pare che non detenesse territori ad est della regione del Punjab.
Grazie a scavi rinvenuti da John Marshall, che rinvenne ampie stratigrafie con grandi quantità di manufatti, si pensa che la città di Taxila fosse la capitale degli Indo-Parti.

## Archeologia e documenti storiografici
Si pensa che la città di Taxila sia stata una capitale degli indo-parti. Grandi strati archeologici sono stati scavati da Sir John Marshall con una quantità di manufatti di stile partico. Il vicino tempio di Jandial è solitamente interpretato come un tempio del fuoco zoroastriano del periodo degli indo-parti.
Alcuni scritti antichi descrivono la presenza degli indo-parti nell'area, come la storia di San Tommaso Apostolo, che fu reclutato come falegname per servire alla corte del re Gudnaphar (che si pensa sia Gondofare I) in India. Gli Atti di Tommaso descrivono nel capitolo 17 la visita di Tommaso al re Gudnaphar nell'India settentrionale; i capitoli 2 e 3 lo raffigurano mentre intraprende un viaggio per mare verso l'India, collegando così Tommaso alla costa occidentale dell'India. Come sottolinea lo studioso inglese Senior, questo Gudnaphar è stato solitamente identificato con il primo Gondofare, che è stato quindi datato dopo l'avvento del cristianesimo, ma non ci sono prove a sostegno di questa ipotesi che mostrano che Gondofare I potrebbe essere datato anche prima del 1° d.C.. Se il racconto è storico, San Tommaso potrebbe aver incontrato uno dei re successivi che portavano lo stesso titolo.
Filostrato ci racconta nella Vita di Apollonio Tiana che il filosofo greco Apollonio di Tiana abbia visitato l'India, e in particolare la città di Taxila, intorno al 46 d.C.. Egli descrive costruzioni di tipo greco, probabilmente riferendosi al sobborgo di Sirkap, e spiega che il re indo-parto di Taxila, di nome Fraote, ricevette un'educazione greca alla corte di suo padre e parlava correntemente il greco:
(Vita di Apollonio di Tiana, II, 31)
.
Il Periplo del Mare Eritreo è una guida superstite del I secolo sulle rotte comunemente utilizzate per la navigazione nel Mar Arabico. Descrive la presenza di re parti in lotta tra loro nell'area del Sindh, una regione tradizionalmente conosciuta all'epoca come Scizia a causa del precedente dominio degli indo-sciti:
(Periplo del Mar Eritreo, cap. 38)
Un'iscrizione proveniente da Takht-i-Bahi reca due date, una nell'anno regnante 26 del maharaja Guduvhara (ancora una volta ritenuto un Gondofare), e l'altra nell'anno 103 di un'epoca sconosciuta.

## Religione

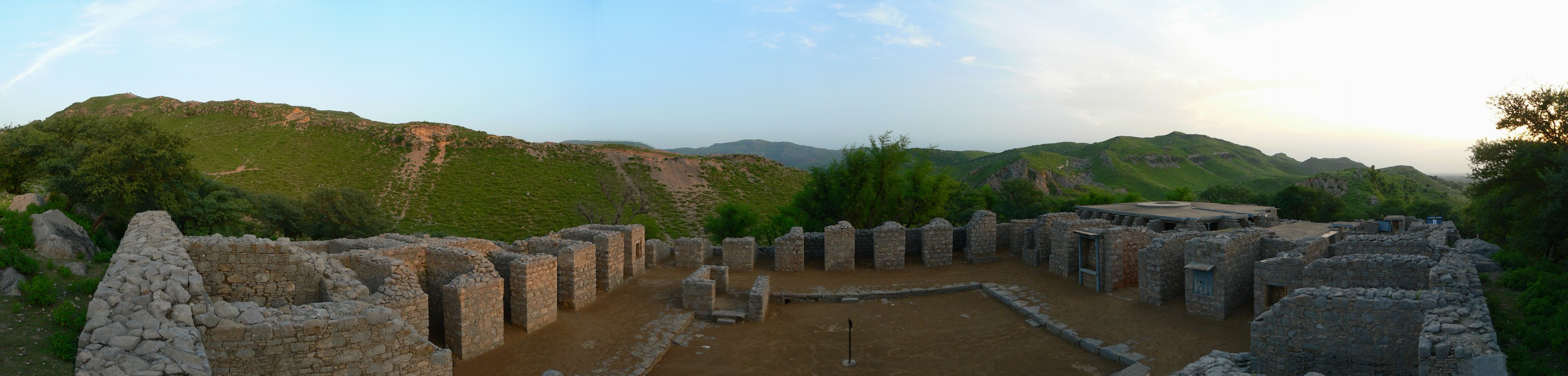
Il tempio ellenistico con colonne ioniche a Jandial, Taxila, è solitamente interpretato come un tempio del fuoco zoroastriano del periodo degli indo-parti.

Non conosciamo la religione dei sovrani indo-parti, anche se sappiamo che questi furono in conflitto religioso con la dinastia zoroastriana degli Arsacidi. A differenza degli indo-greci o degli indo-sciti, non ci sono documenti espliciti che attestino il sostegno dei governanti indo-parti al buddismo, come dediche religiose, iscrizioni o persino racconti leggendari. Inoltre, sebbene le monete indo-partiche seguano in genere da vicino la numismatica greca, non mostrano mai il simbolo buddista del triratna, né utilizzano mai raffigurazioni dell'elefante o del toro, possibili simboli religiosi che erano stati abbondantemente utilizzati dai loro predecessori. Si pensa che abbiano mantenuto lo zoroastrismo, essendo essi stessi di origine iranica. Questo sistema mitologico iraniano fu ereditato dai successivi Kushan, che governarono dalla regione di Peshawar-Khyber-Pakhtunkhwa, in Pakistan.
Sono state rinvenute anche monete della divinità indù Shiva emesse sotto il regno di Gondofare I.
Nonostante la mancanza di prove evidenti di una conversione buddista dei sovrani indo-parti, sotto il loro regno si data la fondazione del complesso monastico buddista di Takht-i-Bahi.

## Lista dei sovrani
- Gondofare I (ca. 19 – 46)
- Gondofare II Sarpedone (ca. 19 – 20)
- Abdagase I  (ca. 46 – 60)
- Gondofare III Gudana, noto anche come Orthagnes (c. 46 – 55)
- Gondofare IV Sases
- Ubouzane, (tardo I secolo d.C.)
- Pacore (ca. 100 – 135)
- Sanabare I (ca. 135 – 160)
- Sanabare II (ca. 160 – 175)
- Pahare (ca. 160 – 230)
- Farn-Sasan (ca. 210 – 226)